# So Lucky
«So Lucky» (укр. «Такий фартовий») — пісня, яку представники Молдови, гурт Zdob şi Zdub, виконали 14 травня 2011 року у фіналі пісенного конкурсу Євробачення 2011. Композиція отримала 97 балів і посіла 12 місце .